# Demòcrates Europeus
|  | No s'ha de confondre amb Partit Demòcrata Europeu. |

Demòcrates Europeus va ser un grup polític al Parlament Europeu des de 1979 fins a 1992, quan es va convertir en un subgrup del Grup del Partit Popular Europeu-Demòcrates Europeus (PPE-ED) fins a la seva dissolució després de les eleccions europees de 2009, quan es van integrar la gran majoria dels seus membres al Grup dels Conservadors i Reformistes Europeus.
El grup va arribar a tenir 64 escons (15,6% del total) a les primeres eleccions al Parlament Europeu i hi van formar part entre d'altres, en algun dels seus períodes, el Partit Conservador i el Partit Unionista de l'Ulster del Regne Unit, l'Aliança Popular d'Espanya, el Partit Democràtic Cívic de Txèquia o el Centre Democràtic i Social / Partit Popular de Portugal.

## Història
El Grup dels Conservadors Europeus (CONS) es va fundar el 16 de gener de 1973, si bé, després de les primeres eleccions europees va adoptar el nom de Grup dels Demòcrates Europeus (ED). Es va constituir oficialment el 17 de juliol de 1979, després d'un gran èxit electoral a les eleccions del mateix any, amb el suport del Partit Conservador britànic, el Partit Popular Conservador danès i altres diputats, convertint-se en la tercera força del Parlament Europeu.
No obstant això, el grup va veure aturat el seu creixement a finals dels anys vuitanta, ja que molts membres de centredreta es van adscriure al Grup del Partit Popular Europeu (PPE), dominat per la Unió Demòcrata Cristiana d'Alemanya (CDU) i altres partits demòcrata-cristians, perquè l'ED s'havia allunyat del centre polític i de l'europeisme, que sí que abraçava el PPE.
El primer de maig de 1992 es va dissoldre el Grup dels Demòcrates Europeus, i els seus membres es van integrar dins el Grup del Partit Popular Europeu. Gran part dels membres es van convertir els següents anys en membres de ple dret del Partit Popular Europeu, amb l'excepció del Partit Conservador britànic, que va decidir mantenir-se fora de la formació paneuropea. Si bé, les posicions proeuropees del PPE van ocasionar que els més euroescèptics s'apleguessin entorn del subgrup també anomenat Demòcrates Europeus.
Així i tot, la consolidació es va assentar durant a finals dels anys noranta, amb l'ajuda del grup rebatejat com a Partit Popular Europeu - Demòcrates Europeus (EPP-ED); després de les eleccions europees de 1999, el Grup PPE-ED va aconseguir ser el grup més gran del Parlament Europeu per davant del Grup del Partit dels Socialistes Europeus (PES). Si bé, aquest acord no va apaivagar l'oposició interna, i es va intentar ressuscitar sense èxit el Grup DE, si bé molts partits s'havien integrat dins el PPE i d'altres havien fet el salt al Grup de la Unió per l'Europa de les Nacions (UEN) o al Grup Europa de la Llibertat i la Democràcia (EFD). Mentrestant, l'ED es va mantenir com un subgrup euroescèptic dins el PPE-DE, contribuint aproximadament amb el 10% del total d'escons del grup popular.
Amb l'establiment el juliol de 2006 del Moviment per la Reforma Europea, impulsat pel Partit Democràtic Cívic de Txèquia, Llei i Justícia de Polònia i Reagrupament per França, els partits del subgrup dels Demòcrates Europeus van marxar després de les eleccions de 2009, quan el Partit Democràtic Cívic txec i el Partit Conservador britànic van formar el seu propi grup de dretes anomenat Conservadors i Reformistes Europeus (ECR) el 22 de juny de 2009, abolint el subgrup dels Demòcrates Europeus a partir d'aquesta data.

### Noms oficials del grup
El grup polític va tenir dos noms en dos períodes diferents, abans de la seva dissolució en subgrup dins el Grup del Partit Popular Europeu.
| Període   | Nom oficial                        |
| --------- | ---------------------------------- |
| 1973-1979 | Grup Conservador Europeu (CONS)    |
| 1979-1989 | Grup dels Demòcrates Europeus (DE) |

### Presidents del grup
El grup va tenir tres presidents diferents, des de la constitució del Parlament Europeu, tots ells del Partit Conservador del Regne Unit.
| President | President           | Període   | Partit polític                   |
| --------- | ------------------- | --------- | -------------------------------- |
|           | James Scott-Hopkins | 1979-1984 | Partit Conservador ( Regne Unit) |
|           | Henry Plumb         | 1984-1989 | Partit Conservador ( Regne Unit) |
|           | Christopher Prout   | 1989-1992 | Partit Conservador ( Regne Unit) |

## Membres del grup
Des de la instauració del Parlament Europeu de la Unió Europea, el Grup dels Demòcrates Europeus va tenir la següent composició:
| Període   | Legislatura                           | Inici de legislatura | Final de legislatura |
| --------- | ------------------------------------- | -------------------- | -------------------- |
| 1979-1984 | I Legislatura del Parlament Europeu   | 64 / 410             | 63 / 434             |
| 1984-1989 | II Legislatura del Parlament Europeu  | 50 / 434             | 66 / 518             |
| 1989-1994 | III Legislatura del Parlament Europeu | 34 / 518             |                      |